# Умирка
Уми́рка — река, левый приток реки Большой Кинель. Протекает по территории Матвеевского, Красногвардейского и Пономарёвского районов Оренбургской области России.
Гидроним возможно, происходит от личного мужского имени Умир (имя имеет арабское происхождение).

## География и гидрология
Исток реки находится рядом с урочищем Красиков юго-западнее посёлка Чистополье Пономаревского района по направлению к селу Никольское Красногвардейского района.
Впадает в реку Большой Кинель на 371 км от устья. Устье Умирки находится севернее села Новопетровка Матвеевского района.
Длина водотока составляет 57 км, общая площадь водосбора — 458 км². Среднемноголетний объём стока — 1,57 км³/год.
Умирка имеет два притока — реку Мочала (впадает в 10 километрах от устья) и Сухая Умирка (20 километров от устья Умирки).
Расходы воды за многолетний период составляют:
| Расходы воды                                    | Обеспеченность, % | Обеспеченность, % | Обеспеченность, % | Обеспеченность, % |
| Расходы воды                                    | 75                | 85                | 90                | 95                |
| Среднегодовые за многолетний период             | 0,35              | 0,29              | 0,2               |                   |
| Минимальный среднемесячный летне-осенней межени | 0,18              | 0,14              | 0,12              | 0,095             |

## Данные водного реестра
По данным государственного водного реестра России относится к Нижневолжскому бассейновому округу, водохозяйственный участок реки — Большой Кинель от истока и до устья, без реки Кутулук от истока до Кутулукского гидроузла. Речной бассейн реки — Волга от верхнего Куйбышевского водохранилища до впадения в Каспий.
Код объекта в государственном водном реестре — 11010000812112100007701.